# Amraphel

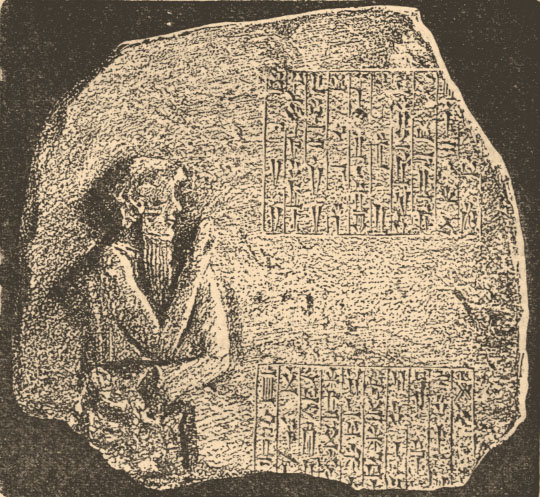
Amraphel

Amraphel ou Nimrod (Héb. אַמְרָפֶל, gr. ʹΑμαρφάλ) est un personnage de la Bible. Dans la Bible hébraïque, Amraphel (hébreu : אַמְרָפֶל, romanisé : 'Amrāp̄el; grec : Ἀμαρφάλ, romanisé: Amarphál; latin : Amraphel) était un roi de Shinar (šinʿār en hébreu) dans le livre de la Genèse chapitre 14, qui a envahi Canaan avec d'autres rois sous la direction de Kedorlaomer, roi d'Élam. La coalition de Kedorlaomer a vaincu Sodome et les autres villes lors de la bataille de la vallée de Siddim.

## Identification moderne
En commençant par E. Schrader en 1888, Amraphel est généralement associé à Hammurabi, qui a gouverné la Babylonie de 1792 av. J.-C. jusqu'à sa mort en 1750 av. J.-C. Bien qu'il n'y ait aucun autre roi dans la liste des rois sumériens ou dans la liste des rois babyloniens qui corresponde au nom d'Amraphel à l'exception d'Hammourabi, dont le nom est Ammurāpi en amoréen, ce point de vue a été largement abandonné ces dernières années. D'autres érudits ont identifié Amraphel avec Aralius, l'un des noms des listes royales babyloniennes ultérieures, attribué en premier à Ctesias. Récemment, David Rohl a plaidé pour une identification avec Amar-Sin, le troisième dirigeant de la dynastie Ur III. John Van Seters, dans Abraham in History and Tradition, a rejeté l'existence historique d'Amraphel.

## Dans la tradition rabbinique
Des sources rabbiniques telles que Midrash Tanhuma Lekh Lekhah 6, Targum Yonatan à Exode 14: 1 et Eruvin 53a :  2  identifient Amraphel avec Nimrod. Ceci est également affirmé dans le chapitre 11 du Sefer haYashar, attesté dès le début du XVIIe siècle :
Et Nimrod habita à Babel, et il y renouvela son règne sur le reste de ses sujets, et il régna en toute sécurité, et les sujets et les princes de Nimrod appelèrent son nom Amraphel, disant qu'à la tour ses princes et ses hommes tombèrent par ses moyens.

Sefer haYashar 11
Genèse Rabbah 42 dit qu'Amraphel a été appelé par trois noms : Cush, d'après le nom de son père (Gen. 10:8), Nimrod, parce qu'il a établi la rébellion (mrd) dans le monde, et Amraphel, comme il a déclaré (amar) "Je vais renversé" (apilah).
אמרפל AMRAPHEL — Il est identique à Nimrod qui a dit (אמר) à Abraham : « Plonge (פול) dans la fournaise ardente » (Eruvin 53a).
La Guemara déclare qu'il y a cinq exemples de vayhi bimei dans la Bible.
« Et cela arriva aux jours de [vayhi bimei] Assuérus » ;
« Et cela arriva aux jours [vayhi bimei] où les juges régnaient » ;
« Et cela arriva aux jours de [vayhi bimei] Amraphel » ;
« Et cela arriva aux jours de [vayhi bimei] Achaz » (Ésaïe 7:1) ;
« Et cela arriva du temps de [vayhi bimei] Jojakim » (Jérémie 1 : 3).
Dans tous ces incidents, le chagrin s'est ensuivi.

"Et il arriva aux jours d'Amraphel" (Genèse 14:1). Rav et Shmuel ont tous deux identifié Amraphel avec Nimrod. Cependant, l'un d'eux a dit : Nimrod était son nom. Et pourquoi son nom était-il Amraphel ? C'est une contraction de deux mots hébreux : Comme il a donner [amar] l'ordre de jeté [hippil] notre père Abraham dans la fournaise ardente, quand Abraham s'est rebellé contre sa divinité proclamée. Et l'autre dit : Amraphel était son nom. Et pourquoi son nom était-il Nimrod ? Parce qu'il a poussé le monde entier à se rebeller [himrid] contre Dieu pendant son règne.
עשתרת — Il s'agit d'une expression désignant les roches et tout ce qui est dur, tout comme (Genèse 14: 5) "Ashtaroth Karnaim", (c'est-à-dire les roches dures de Karnaim) (Sifrei Devarim 3: 5)). Et en effet cet Ashtaroth est identique à Ashtaroth Karnaim où se trouvaient les Rephaïm (les géants), qu'Amraphel frappa, comme il est dit, (Genèse 14: 5) "Et ils frappèrent les Rephaïm à Ashtaroth Karnaim". Og, seul, s'échappa d' eux, et c'est le sens de ce qui est dit, (Genèse 14:13; cf. Rashi) "Et celui qui s'est échappé (הפליט) est venu", car il déclare en outre, (Deutéronome 3:11) "Car seulement Og, roi de Basan, resté du reste des Rephaïm".

## Étymologie
L’étymologie de ce nom est obscure, on ne sait pas s’il est sémitique ou sumérien. En sumérien, Amar-Pil signifie « splendeur du feu ».

## Histoire
Roi de Sennaar (Shinar ou Babylone); il est un des rois qui, avec Kedorlaomer, roi d’Élam, envahirent Canaan et firent la guerre à Sodome et Gomorrhe.

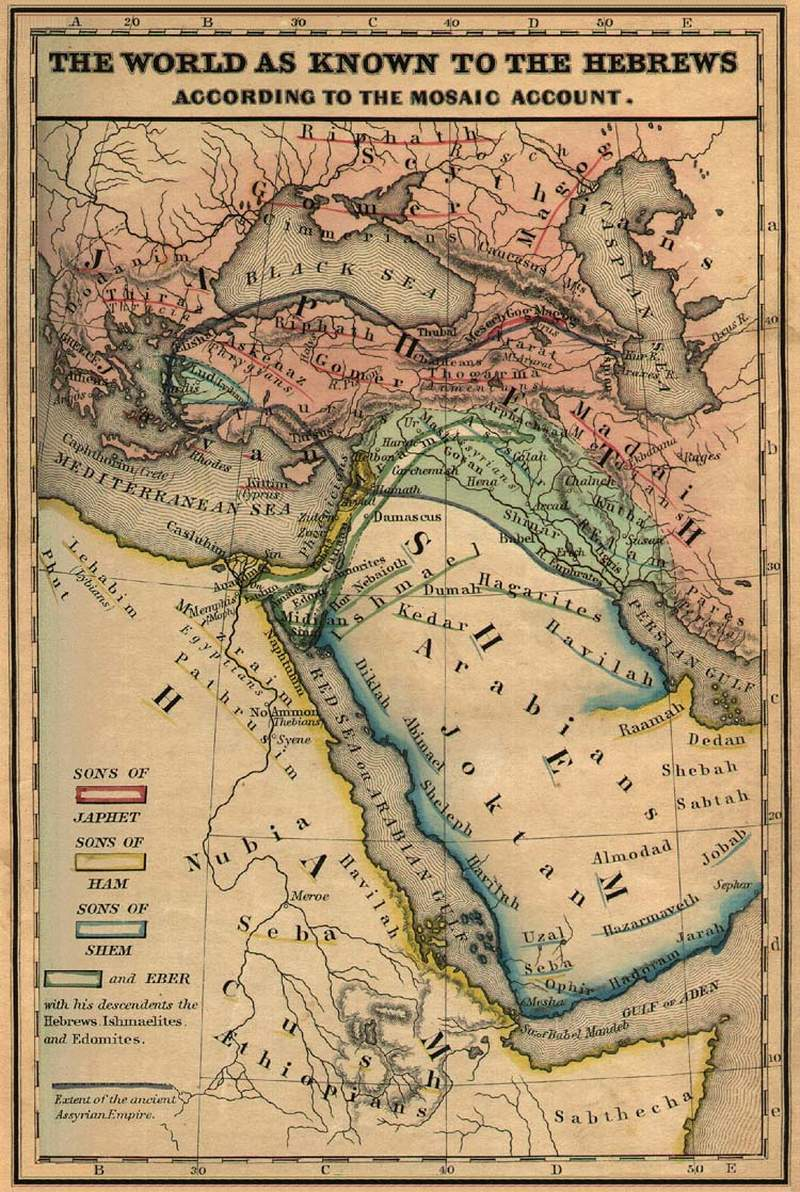
Le monde tel qu'il était connu par les Hébreux (carte de 1854)

La Bible mentionne ces personnages comme contemporains d’Abraham.
Dans le temps d’Amraphel (Nimrod), roi de Schinear (Babylone), d’Arjoc, roi d’Ellasar (Alashiya), de Kedorlaomer, roi d’Élam, et de Tideal, roi de Gojim, il arriva qu’ils firent la guerre à Béra, roi de Sodome, à Birscha, roi de Gomorrhe, à Schineab, roi d’Adma, à Schémeéber, roi de Tseboïm, et au roi de Béla, qui est Tsoar. Ces derniers s’assemblèrent tous dans la vallée de Siddim, qui est la mer Salée (Mer Morte). Pendant douze ans, ils avaient été soumis à Kedorlaomer; et la treizième année, ils s’étaient révoltés. Mais, la quatorzième année, Kedorlaomer et les rois qui étaient avec lui se mirent en marche, et ils battirent les Rephaïm à Aschteroth-Karnaïm, les Zuzim à Ham, les Émim à Schavé-Kirjathaïm, et les Horiens dans leur montagne de Séïr, jusqu’au chêne de Paran, qui est près du désert. Puis ils s’en retournèrent, vinrent à En-Mischpath, qui est Kadès, et battirent les Amalécites sur tout leur territoire, ainsi que les Amoréens établis à Hatsatson-Thamar. Alors s’avancèrent le roi de Sodome, le roi de Gomorrhe, le roi d’Adma, le roi de Tseboïm, et le roi de Béla, qui est Tsoar; et ils se rangèrent en bataille contre eux, dans la vallée de Siddim, contre Kedorlaomer, roi d’Élam, Tideal, roi de Gojim, Amraphel (Nimrod), roi de Schinear (Babylone), et Arjoc, roi d’Ellasar: quatre rois contre cinq. La vallée de Siddim était couverte de puits de bitume; le roi de Sodome et celui de Gomorrhe prirent la fuite, et y tombèrent; le reste s’enfuit vers la montagne. Les vainqueurs enlevèrent toutes les richesses de Sodome et de Gomorrhe, et toutes leurs provisions; et ils s’en allèrent. Ils enlevèrent aussi, avec ses biens, Lot, fils du frère d’Abram, qui demeurait à Sodome; et ils s’en allèrent. Un fuyard vint l’annoncer à Abram, l’Hébreu; celui-ci habitait parmi les chênes de Mamré, l’Amoréen, frère d’Eschcol et frère d’Aner, qui avaient fait alliance avec Abram. Dès qu’Abram eut appris que son frère avait été fait prisonnier, il arma trois cent dix-huit de ses plus braves serviteurs, nés dans sa maison, et il poursuivit les rois jusqu’à Dan. Il divisa sa troupe, pour les attaquer de nuit, lui et ses serviteurs; il les battit, et les poursuivit jusqu’à Choba, qui est à la gauche de Damas. Il ramena toutes les richesses; il ramena aussi Lot, son frère, avec ses biens, ainsi que les femmes et le peuple.

Gn 14.1–16.